# Ian Burns
Ian Burns (Preston, 11 marzo 1985) è un giocatore di snooker inglese.

## Carriera

### Stagione 2012-2013
Divenuto professionista nel 2012, Ian Burns è riuscito a qualificarsi a due eventi nella sua stagione d'esordio, il World Open e il Welsh Open, dove ha perso al primo turno in entrambi. L'inglese ha poi risollevato la sua prima annata arrivando per due volte agli ottavi nei tornei del Players Tour Championship.

### Stagione 2013-2014
Nel 2013-2014 Burns riesce a vincere solo un match, al Welsh Open contro Yu Delu. Malgrado abbia concluso la stagione fuori dai 64 nel Ranking, gli viene consegnata una carta di accesso per le due stagioni successive per essere arrivato 44° nell'ordine di merito al Players Tour Championship.

### Stagione 2014-2015
Nella stagione 2014-2015 l'inglese conquista il suo miglior risultato all'International Championship arrivando agli ottavi, dove viene sconfitto da Michael White per 6-2.

### Stagione 2015-2016
Nell'annata 2015-2016 Burns riesce a battere Xiao Guodong al primo turno dell'Australian Goldfields Open e il campione del mondo 2002 Peter Ebdon al primo del China Open, tuttavia viene a sua volta eliminato rispettivamente da Judd Trump e Stuart Bingham.

### Stagione 2016-2017
L'inglese esordisce nella stagione 2016-2017 approfittando del forfait di Kyren Wilson al primo turno del Riga Masters, perdendo poi al secondo contro Michael Holt per 4-3. Burns conquista questo risultato anche all'English Open, arrivando inoltre al terzo allo Scottish Open e al Welsh Open.

### Stagione 2017-2018
Nel 2017-2018 Burns riesce a qualificarsi a molti tornei uscendo però quasi sempre al primo turno, infatti le uniche eccezioni arrivano al Paul Hunter Classic e al Welsh Open, tornei in cui Burns raggiunge per la prima volta in carriera i quarti di finale, sconfiggendo anche Kyren Wilson negli ottavi del primo torneo citato, e Neil Robertson nei trentaduesimi del secondo.

### Stagione 2018-2019
Partito al 73º posto, Burns non perde mai al primo turno nella stagione 2018-2019, tranne al Riga Masters e all'Indian Open.

### Stagione 2019-2020
L'inglese inizia la stagione 2019-2020 senza punti al 127° e penultimo posto. Dopo essere arrivato al secondo turno al Northern Ireland Open, Burns parte alla grande allo UK Championship travolgendo per 6-0 il connazionale Matthew Selt, testa di serie numero 28. In seguito l'inglese batte al frame decisivo per 6-5 Michael Holt, incontrando al terzo turno John Higgins, tre volte vincitore di questo torneo. Contro lo scozzese Burns disputa un match pieno di rimpianti, risultando assente in tutte le occasioni in cui l'avversario mancava imbucate non impossibili, perdendo alla fine per 6-1.

## Vita privata
Ian Burns è sposato con Alison dal maggio 2014.

## Ranking[12]
| Stagione  | Ranking iniziale | Ranking finale |
| --------- | ---------------- | -------------- |
| 2012-2013 | Non classificato | 68             |
| 2013-2014 | 67               | 62             |
| 2014-2015 | Non classificato | 89             |
| 2015-2016 | 73               | 62             |
| 2016-2017 | 62               | 66             |
| 2017-2018 | Non classificato | 94             |
| 2018-2019 | 73               | 70             |
| 2019-2020 | Non classificato | 65             |
| 2020-2021 | 65               |                |